# 戴旭光
戴旭光（1957年—），江苏滨海人。汉族。加入中国共产党。陆军指挥学院军队政治工作专业毕业。中国人民解放军少将。
2015年9月，卸任第四军医大学政委。
2013年，当选第十二届全国人民代表大会解放军代表。